# Crítiques als testimonis de Jehovà

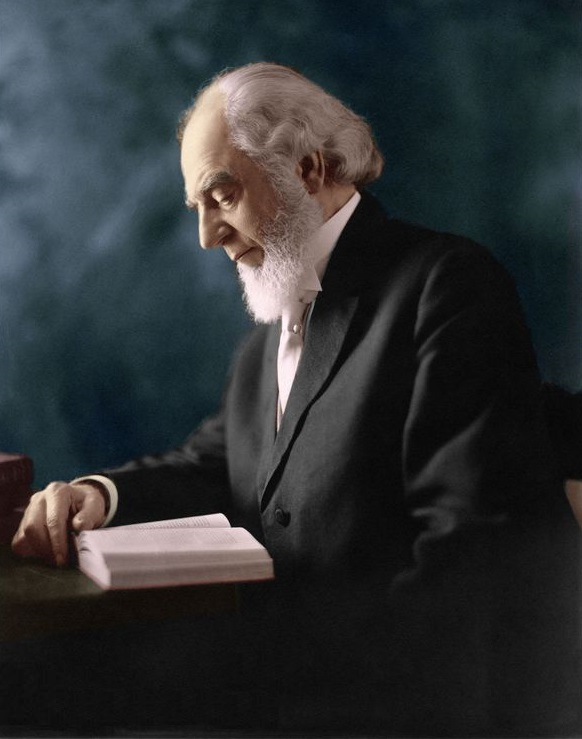
Charles Taze Russell (1870-1916), fundador dels testimonis de Jehovà.

Les creences i pràctiques dels Testimonis de Jehovà han sigut criticades per diverses raons i persones. En les seves principals crítiques, entre d'altres, es troben casos d'abusos sexuals a menors denunciats per exmembres, i el seu comportament sectari davant membres que han deixat —o volen deixar— de ser membres. També les seves doctrines poc convencionals i en ocasions contràries als corrents principals del cristianisme, i la seva oposició a les transfusions de sang, pràctica criticada especialment per membres de la comunitat mèdica.

## Crítiques socials i legals

### Autoritarisme i oposició a la llibertat d'expressió
Hi ha líders religiosos que han descrit aquesta religió com a autocràtica i totalitària, criticant especialment que la Watchtower Society exigeix obediència i lleialtat als testimonis, mostrant intolerància als dissidents, negació de la discussió de les seves pràctiques i doctrines, i que expulsi i rebutgi als membres que no estan d'acord amb totes les doctrines de la religió.

### Abús sexual infantil
Els testimonis de Jehovà han estat acusats de tenir una política i una cultura en la qual resulta fàcil ocultar casos d'abús sexual dins de l'organització. La religió ha estat criticada per la seva regla dels "dos testimonis", regla requerida per a disciplinar als seus adeptes. Aquesta regla està basada en la seva interpretació de Deuteronomi 19.15 i Mateu 18.15-17, i que requereix que qualsevol acusació, inclosa la de l'abús sexual de menors, ha de ser comprovada mitjançant alguna altra prova, en cas que l'acusat negui haver comès algun mal. En casos on no hi ha més proves que només per part de l'acusat, s'han arribat a demanar als ancians que porten l'acusació de «deixar-ho a les mans de Jehovà», és a dir, no prendre decisions sobre la situació.
Els casos de presumpte abús, aquests són comunicats a les autoritats seculars només si així ho exigeixen les lleis locals o les instruccions de la sucursal local. A partir d'abril del 2018, el paquet descarregable La postura bíblica dels testimonis de Jehovà sobre la protecció de menors explica com veu l'organització aquest problema i com s'ocupa aquesta del perpetrador.
Una antiga membre de les oficines centrals, Barbara Anderson, diu que en realitat la política vigent requereix que hi hagi un testimoni en l'acte d'abús, «una cosa impossible». Anderson diu que aquesta política «protegeix als pedòfils en comptes que als nens». Els testimonis de Jehovà afirmen que mantenen una política estricta que serveix per a protegir als nens, declarant, a més, que la millor manera de protegir-los és educant als pares i agregant que no tenen programes en els quals se separi als pares dels seus fills.
També s'ha criticat la resposta de la religió en confirmar-se que sí que va ocórrer un abús infantil. La política de la societat Watchtower és que els ancians informin les autoritats quan la llei ho requereixi, però, d'altra banda, que l'acció es deixi en mans de la víctima i de la seva família. Una Comissió Real d'Austràlia (Royal Commission into Institutional Responses to Child Sexual Abusi) va trobar que dels 1006 acusats d'abús sexual identificats per l'organització mateixa des de 1950, «ni tant si val un va ser reportat per l'església a les autoritats seglars». William Bowen, passat membre ancià dels testimonis de Jehovà que va establir el lloc Silent Lambs per a ajudar a víctimes d'abús sexual entre els testimonis de Jehovà, declara que els ancians tenen instruccions de no lliurar a les autoritats als qui cometen abusos sexuals per a protegir la seva reputació d'organització lliure de crims. En certs casos vists per tribunals als Estats Units i Anglaterra, la societat Watch Tower ha estat trobada negligent en fallar a protegir a nens de predadors sexuals coneguts dins de les seves congregacions, i la societat ha resolt altres casos fora dels tribunals, amb reports que s'ha pagat fins a més de 780 000 dòlars a una víctima sense admetre culpa.

### Crítiques per part d'antics membres
Als testimonis se'ls diu «què han de sentir i pensar», segons afirmen extestimonis, com Gary Botting. I aquells membres els punts de vista dels quals difereixen (encara que sigui una mica) són vists com a sospitosos d'apostasia. Raymond Franz va dir que molts testimonis temen mantenir una veu crítica respecte a l'organització per por que se'ls hi acusi de deslleials. Els autors han realitzat advertiments contra la Watch Tower acusant-la de «perillosa» i «nociva» pel pensament independent, incloent-hi qualsevol qüestionament de les seves declaracions públiques, i obliga els seus membres a abstenir-se d'incórrer independentment a la recerca de la Bíblia.
La Societat Watchtower prohibeix als membres d'aquesta religió llegir o fer crítiques a l'organització, atribuint la seva autoria a apòstates, ni tampoc llegir material publicat per altres religions. Botting Gary va declarar: «Els testimonis de Jehovà no toleren cap crítica des de dins, ja que molts membres han tractat d'expressar les seves opinions i els han pressionat en contra». Beckford va observar que la Watch Tower nega la legitimitat de les crítiques i l'hàbit de qüestionar la doctrina oficial és «enèrgicament combatut en tots els nivells d'organització». Els testimonis estan sota vigilància constant dins de la congregació, subjectes a un sistema de disciplina basat en informants.
Heather i Botting Gary sostenen que el poder de la Watchtower Society per a controlar als membres s'adquireix a través de l'acceptació de la societat, «literalment com la veu de Jehovà —Com a portaveu de Déu».

#### Associació Espanyola de Víctimes dels testimonis de Jehovà
L'Associació Espanyola de Víctimes dels testimonis de Jehovà (AEVTJ) és una agrupació fundada a Espanya en 2019 per antics membres dels testimonis de Jehovà. Es tracten d'antics membres i afectats que van decidir denunciar el que consideren part d'un maltractament psicològic estructural i institucionalitzat per part dels testimonis de Jehovà. Aquest mateix any es va inscriure en el Registre Nacional d'Associacions del Ministeri de l'Interior.
Des de la seva primera presentació pública en la V Trobada Nacional sobre Sectes, organitzat per l'Associació Iberoamericana per a la Recerca de l'Abús Psicològic (AIIAP) a Saragossa, les seves aparicions en els mitjans de comunicació han estat més freqüents.El seu president és Israel Flórez i el seu secretari és Enrique Carmona, tots dos extestimonis de Jehovà espanyols. Un altre membre que ha aconseguit una certa notorietat és Gabriel Pedrero. Tots ells han aparegut en els mitjans de comunicació relatant els seus respectius testimoniatges de pertinença als testimonis de Jehovà.
Entre les denúncies i la visibilitat buscada per part de l'associació, aquests denuncien el control dels seus adeptes, la marginació, la discriminació a la dona i a la diversitat sexual i l'atac a altres institucions religioses, entre altres coses. La marginació o ostracisme que causen els Testimonis de Jehovà als seus antics membres o membres que volen deixar de ser-ho pot portar també a una extrema solitud, que des de petits els inculquen a solament relacionar-se entre si. Tot això s'engloba dins de la disciplina congregacional dels testimonis de Jehovà. Algunes d'aquestes situacions han pogut ser causa de depressions severes o de fins i tot suïcidis. A més, se'ls acusa de realitzar sistemes de 'justícia' o parajudicials paral·lels a les de l'estat, i ocultar o entorpir les denúncies d'abusos infantils i violacions.
Malgrat les reiterades denúncies de l'associació sobre les diferents pràctiques senar grates causades pels Testimonis de Jehovà, l'any 2022, la confessió religiosa dels Testimonis de Jehovà a Espanya va presentar davant els tribunals diverses demandes contra membres de l'AEVTJ per vulneració del seu dret a l'honor. El judici continua pendent de sentència, després de la revisió de més de 70 entrevistes per part de la jutgessa per declarar la legitimitat al dret d'associació i de consideració de víctimes. Dues d'aquestes denúncies es troben a l'espera de sentència i les altres dues han estat pausades mentre es resolen els dos primers judicis.

#### Associació Argentina de Víctimes dels testimonis de Jehovà
Seguint l'Associació Espanyola de Víctimes dels Testimonis de Jehovà, exadeptes de l'organització religiosa d'altres països hispanoparlants han fet el pas de reunir-se per a crear entitats semblants, com l'Argentina o Mèxic. L'Associació Argentina de Víctimes dels testimonis de Jehovà (AAVTJ) és una agrupació fundada a l'Argentina afí a l'AEVTJ com a part d'una iniciativa internacional que busca visibilitzar, entre d'altres, denúncies per estafa econòmica i l'encobriment d'abusos sexuals per part dels testimonis de Jehovà.

### Crítiques d'antics membres del 'consell rector'
Raymond Franz, antic membre del consell rector (consell d'administració d'aquesta religió), va acusar el consell rector dels testimonis de Jehovà d'estar fomentant el ressentiment entre els germans, i en fonamentar la seva autoritat en la desaprovació i l'esforç per «silenciar els punts de vista discrepants dins de l'organització, cosa que fa anul·lar la consciència personal». Va afirmar que la Watch Tower Society va confirmar la seva postura quan, en un cas judicial a Escòcia en 1954, el seu assessor legal, Hayden C. Covington, va expressar que els testimonis de Jehovà: «...hem d'estar units costi el que costi». Raymond Franz i uns altres van descriure a la religió dels testimonis de Jehovà com una catequesi consistent en sessions de preguntes i respostes on les preguntes i les respostes són proporcionades per l'organització, amb el que es pressiona als membres perquè reiterin les opinions d'aquesta. Raymond Franz afirma que el concepte de lleialtat absoluta a l'organització de Déu manca totalment de suport bíblic i només serveix per a reforçar l'estructura de l'autoritat de la religió, amb el seu fort èmfasi en l'autoritat humana. Franz va mantenir repetidament complexos debats dins del 'consell rector' com la lleialtat a Jesucrist i la fidelitat dels apòstols, cap d'ells promouen la idea que els testimonis hagin de ser lleials a Watchtower.